# Un duel à mort
 (juillet 2025).
Pour plus de détails, voir Fiche technique et Distribution.

Un duel à mort est un court métrage comique français réalisé en 1947 par Pierre Blondy.

## Synopsis
Une partie de pêche qui tourne en duel.

## Fiche technique
- Réalisateur et directeur de production : Pierre Blondy
- Scénario : Pierre Blondy et Buster Keaton
- Photographie : Jean Isnard
- Musique : Georges Van Parys
- Montage : Georges Alépée
- Format :  Noir et blanc - 1,37:1 - 35 mm
- Durée : 22 minutes
- Date de sortie : 1947

## Distribution
- Buster Keaton : le premier pêcheur
- Antonin Berval : l'autre pêcheur